# Karl Grobe-Hagel
Karl Grobe-Hagel (geboren und publizistisch bekannt als Karl Grobe; * 4. November 1936 in Bremen; † 7. Dezember 2021 in Dietzenbach) war ein deutscher Journalist und Autor, der sich besonders mit außenpolitischen Themen befasste.

## Werdegang
Grobe wurde 1980 an der Universität Hannover mit einer Arbeit über Pekings neue Außenpolitik promoviert. Er war langjähriger Mitarbeiter der Frankfurter Rundschau. Ende November 2001 ging er in den Ruhestand. Auch danach war er für die Rundschau tätig. Grobe schrieb auch unter den Kürzeln „gro“ und „CAROLUS“. Grobe veröffentlichte zahlreiche Artikel und Bücher vor allem über China, Vietnam und Russland.

## Schriften
- Tschetschenien oder: die Folgen imperialer Politik: ... und Europa sieht weg, Köln: Komitee für Grundrechte und Demokratie 2005, ISBN 3-88906-112-5.
- Krieg gegen Terror? Al Qaeda, Afghanistan und der „Kreuzzug“ der USA, Köln: ISP-Verlag 2002, ISBN 3-89900-105-2.
- Tschetschenien: Russlands langer Krieg, Köln: ISP 2001, ISBN 3-929008-19-X.
- Russlands „Dritte Welt“: Nationalitätenkonflikte und das Ende der Sowjetunion, Frankfurt am Main: ISP-Verlag 1992, ISBN 3-88332-183-4.
- Hinter der großen Mauer: Religionen und Nationalitäten in China, mit einem Beitrag von Marie-Luise Latsch, Frankfurt am Main: Eichborn 1991, ISBN 3-8218-1134-X.
- (Hrsg. mit Franz-Josef Krücker): Der kurze Frühling von Peking: Die chinesische Demokratiebewegung und der Machtkampf der Partei, Frankfurt am Main: Fischer-Taschenbuch-Verlag 1990, ISBN 3-596-10301-0.
- (mit Andreas Buro): Vietnam! Vietnam? Die Entwicklung der Sozialistischen Republik Vietnam nach dem Fall Saigons, Frankfurt am Main: Suhrkamp 1984, ISBN 3-518-11197-3.
- Chinas Weg nach Westen: Pekings neue Außenpolitik und ihre Hintergründe. Eine Analyse, Frankfurt am Main: China-Studien- und Verlags-Gesellschaft 1980, zugleich Dissertation Universität Hannover 1980 unter dem Titel: Grobe, Karl: Chinas innenpolitische Wandlungen und ihre Rückwirkungen auf seine Außenpolitik, ISBN 3-922373-72-0.